# Max Barrett
Arthur Max Barrett (Thaxted, 28 luglio 1909 – Cambridge, 11 dicembre 1961) è stato un patologo, botanico, contrabbassista ed anatomopatologo britannico.
Nel corso della sua vita scrisse numerosi articoli, spesso citati come fonti nella letteratura medica. È anche noto per essere il padre di Syd Barrett, fondatore dei Pink Floyd.

## Biografia
Max fu educato inizialmente a Newport. Quando la famiglia si trasferì a Cambridge, frequentò la Cambridge and County High School (oggi chiamata Cambridgeshire High School for Boys). Ben presto manifestò interesse per lo scautismo, così come per la musica, il birdwatching e la botanica. Comunque, decise per una carriera in medicina. Nel 1927 vinse una borsa di studio all'Università di Cambridge, arrivando al Pembroke College nel 1928. In questo periodo ricevette un considerevole numero di premi e riconoscimenti: una borsa di studio nel 1928, una nel 1930 e una nel 1931, un posto di prima classe nel corso di scienze naturali parte I nel 1930 e parte II nel 1931, cinque premi durante la sua formazione clinica presso il London Hospital Medical College (dove era entrato come praticante in patologia); ottenne a posteriori (nel 1960) anche un premio Raymond Horton-Smith per la sua tesi di dottorato. Si laureò in medicina nel 1934.
Lavorò nei reparti e nei laboratori del London Hospital dal 1934 al 1938 e fu assistente dell'Università di Cambridge dal 1938 al 1946, l'unico presso il Dipartimento di Patologia negli anni della seconda guerra mondiale, con una gran parte della responsabilità didattica. Fu anche un esaminatore per l'Istituto di Medicina e Tecnologie per il Laboratorio di Londra.
Tornato a Cambridge nel 1938 si dedicò, oltre che all'insegnamento, al servizio di patologia dell'Addenbrooke's Hospital, e alla Cambridge Philharmonic Society, di cui fu segretario onorario per più di 20 anni, ricordato anche come un buon contrabbassista. Nel 1946, quando i servizi di patologia furono affidati all'università, divenne consulente per l'ospedale come anatomopatologo e istopatologo.
Essendo un appassionato botanico, Max possedeva una copia delle chiavi del Cambridge University Botanic Garden. Tenne spesso esami istologici sui funghi di campo, e diede alcune opinioni sui funghi rari durante le riunioni autunnali della British Mycological Society.

### Morte
Un cancro inoperabile gli venne diagnosticato, e Barrett morì improvvisamente l'11 dicembre 1961.
I più giovani dei suoi cinque figli che lasciò alle spalle, Roger e Rosemary, avevano 15 e 14 anni rispettivamente. Con Roger, più tardi conosciuto come Syd, lui avrebbe continuato a guadagnare una certa notorietà in tutto il mondo tra le generazioni successive. Più tardi, una sala nel reparto privato presso l'Ospedale Addenbrooke di Cambridge, utilizzata per seminari, formazioni, riunioni, consulenze e conferenze, venne nominata Barrett Room in suo onore.

## Vita privata

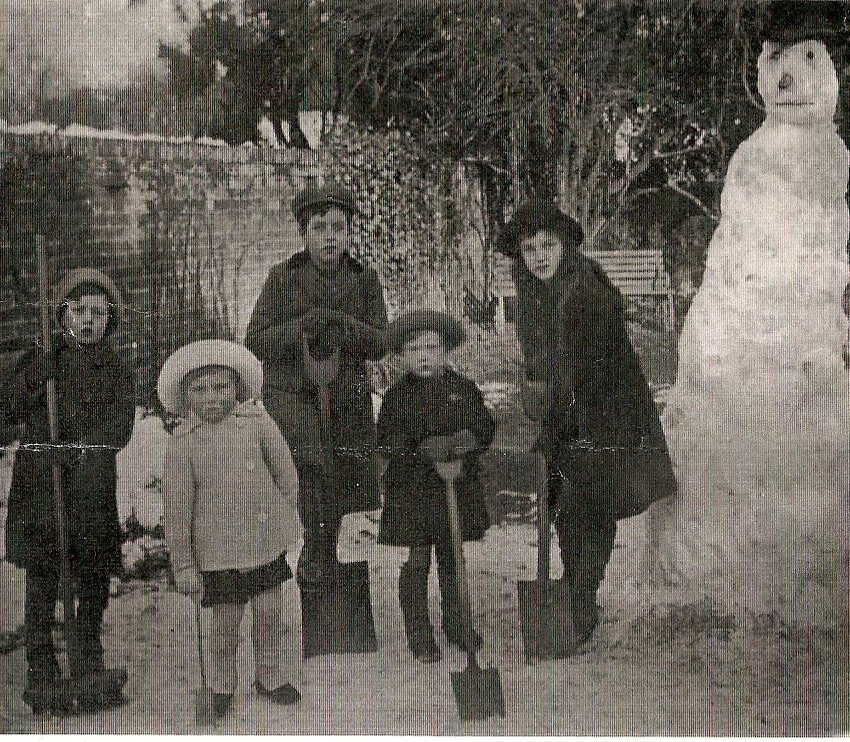
Max Barrett da bambino insieme ai suoi fratelli. Da sinistra: Eric, Keith, Max, Roy e Doreen.

Max era figlio dell"imprenditore Arthur Samuel Barrett. Sua madre, Alice May Ashford, era figlia del reverendo Charles Ashford, Ministro della Congregazione presso Thaxted per 19 anni, e di Ellen Garrett (figlia di James Garrett), una cugina di Elizabeth Garrett Anderson. Aveva una sorella maggiore, Doreen May e tre fratelli minori: Eric Charles, Roy Samuel e Keith (quest'ultimo cambiò successivamente cognome in quello da nubile della madre, "Ashford").
Max Barrett era sposato con Winifred Flack Heeps, da cui ha avuto cinque figli: Alan, Donald, Ruth, Roger e Rosemary. Alan, dopo un'attività musicale durante la giovinezza, divenne un ricercatore scientifico. Roger, persuaso dal fratello Alan, divenne un ottimo musicista (sotto lo pseudonimo di Syd Barrett) e raggiunse la fama internazionale col gruppo da lui fondato, i Pink Floyd.

## Opere
- A special form of erythrocyte possessing increased resistance to hypotonic saline (1938)
- A Case of Tuberculous Pericarditis (1944)
- A method for staining sections of bone marrow (1944)
- On the removal of formaldehyde-produced precipitate from sections (1944)
- A case of anuria (1946)
- Pulmonary Vascular Sclerosis with Right Ventricular Failure (1947)
- The mechanism of damage to the bone marrow in systemic poisoning with mustard gas (1947)
- Studies of undernutrition, Wuppertal 1946-9. III. The effect of undernutrition on the skin (1951)
- Studies of undernutrition, Wuppertal 1946-9. VI. Enlargement of the parotid glands (1951)
- An outbreak of encephalitis, possibly due to poliomyelitis virus (1952)
- Sudden death in infancy (1954)
- Genetic, clinical, biochemical, and pathological features of hypophosphatasia; based on the study of a family (1956)
- Unexplained destruction of the shaft of the femur in a child (1958)
- Acute Streptococcal Myositis (1958)
- Hypersensitivity to Milk and Sudden Death in Infancy (1960)
- Vastus intermedius contracture in early childhood: Case report in identical twins (1961)
- Arterial measurements in the interpretation of cardiomegaly at necropsy: Cardiac hypertrophy and myocardial infarction (1963)
- The Enigma of Cot Death: Is the Modified-Anaphylaxis Hypothesis an Explanation for Some Cases? (1982)
- The serological diagnosis of glandular fever (infectious mononucleosis): A new technique (2009)